# Urcuchillay
Urcuchillay (también como: Urquchillay u Orcochillay) es el dios del ganado y de los animales en la mitología incaica. Su culto estaba ampliamente difundido dentro del Tahuantinsuyo, sobre todo, era sumamente venerado por los pastores del pueblo con el propósito de obtener su favor divino para la protección y multiplicación de sus animales.

## Representación
El dios Urcuchillay se encuentra identificado con la constelación de Lira. Lo que para los griegos es una Lira en el firmamento, para los incas es una llama cósmica que representa a Urcuchillay, el dios incaico de los animales.
Múltiples cronistas han reconocido en sus escritos que la astronomía era un ámbito primordial para los incas. Respecto a esto, José de Acosta ofrece una referencia interesante sobre la veneración a las estrellas y a que oficios estaban encargadas. En su obra Historia natural y moral de las Indias, el cronista expone:

«Entre las estrellas, comunmente todos adoraban á la que ellos llaman Collca, que llamamos nosotros las Cabrillas. Atribuían á diversas estrellas diversos oficios, y adorábanlas los que tenían necesidad de su favor; como los ovejeros (pastores de llamas) hacían veneración y sacrificio á una estrella, que ellos llamaban Urcuchillay, que dicen es un carnero (llama) de muchos colores, el cual entiende en la conservación del ganado, y se entiende ser la que los Astrólogos llaman Lira (constelación). Y los mismos adoran otras dos, que andan cerca de ella, que llaman Catachillay... Y generalmente, de todos los animales y aves que hay en la tierra, creyeron que hubiese un semejante en el Cielo, á cuyo cargo estaba su procreación y aumento; y así tenían cuenta con diversas estrellas, como la que llamaban Chacana, Topatorca, Mamana, Mirco, Miquiquiray, y así otras...»
Historia natural y moral de las Indias

El cronista Blas Valera es otro de los cronistas que hace énfasis a la importancia de la astronomía para el hombre andino. El cronista exhibe, al igual que José de Acosta, su análisis en su obra Relación de las costumbres antiguas de los naturales del Pirú, aunque con exiguas diferencias. En dicha obra, Valera apunta lo siguiente:

«A otras estrellas, como diversos signos del Zodiaco, daban diversos oficios, para que criasen, guardasen y sustentasen, unos el ganado ovejuno (camélidos), otros a los leones (puma, jaguar), otros a las serpientes (amaru), otros las plantas, y así las demás cosas. Después dieron algunas naciones en decir que en cada uno de estos dioses o estrellas había las ideas y modelos de aquellas cosas que tenían por cuidado y oficio guardar y conservar... Y que convenía que acá en la tierra se hiciesen estatuas o imágenes de aquellas ideas o cosas, según el oficio que tenía cada uno. Y por esta vía comenzaron los ídolos de piedra, de madera, de oro, plata, etc., que decían ellos representar a los dioses que estaban en el cielo; aunque después dijeron que también aquellos eran las mismas ideas.»
Relación de las costumbres antiguas de los naturales del Pirú

## Función
Urcuchillay es el dios incaico encargado de conservar y multiplicar los animales (especialmente la llama y la alpaca) para su amplio uso.